# 开阳站 (贵州省)
开阳站，是贵开城际铁路线上的一个三等客运动车火车站，位于中华人民共和国贵州省贵阳市开阳县环湖新区，距离开阳县城约8公里，已于2015年5月1日投入运营。

## 停靠车次
每天停靠开阳站的城际列车有8对，分别为：贵阳北-开阳的C6361~C6368（C6371为贵阳站始发）、贵安-开阳的C5831~C5838、C5841~C5848。

## 附近景区
- 南江大峡谷
- 大乌江景区